# 波氏狂蛛
波氏狂蛛（学名：Zelotes potanini）为平腹蛛科狂蛛属的动物。分布于日本、蒙古、俄罗斯以及中国大陆的山西、山东、新疆、青海、北京等地，常栖息于草丛之石块下。该物种的模式产地在山西。